# Justina z Padovy
Justina z Padovy, též svatá Justýna Paduánská (kolem 270, Piacenza (?) – 304, Padova) byla římská panna a prvomučednice, světice uctívaná římskými i řeckými katolíky, ruskou pravoslavnou a východní syrskou církví. Její svátek se slaví v římskokatolické církvi 13. července, alternativně také 7. října.

## Život a legenda
Justina žila v době pronásledování prvních křesťanů za císaře Diokleciána v mravní čistotě, askezi a víře jako svatá panna.
Podle jedné verze legendy pocházela z Antiocheje (Nikomédie) a byla tam žačkou svatého apoštola Pavla, dále patřila ke komunitě prvního padovského biskupa Prosdocima (+100 A.D.), což časově není možné. Dále legendy uvádějí jako vzor či duchovního učitele antiochejské Justiny svatého Cypriána, biskupa v Kartágu, který zemřel roku 258, takže ani s ním se Justina z Padovy setkat nemohla. Řecko-katolická tradice uctívá společně Cypriána a Justinu z Antiocheje, kteří se údajně dostali k soudu v Damašku a tam byli sťati.
Podle římského martyrologia žila Justina z Padovy v severní Itálii, byla odsouzena k smrti v Padově a tam vykonána její poprava: římský voják ji sťal mečem nebo probodl dýkou.

## Úcta
Nad hrobem světice v Padově byla zbudována již v 5. století bazilika Santa Giustina, při ní v 10. století bylo ustaveno opatství benediktinů, poničené zemětřesením z roku 1117, ale rozšířené v 15. století na jedno z nejvýznamnějších v regionu. Nacházejí se zde hroby dalších římských prvomučedníků, jimiž byli první biskup Prosdocimus, Maximus, Julian Egyptský, Felicitas, a dále se tu uchovávají relikvie evangelisty Lukáše a apoštola Matouše. Dalším centrem byla Lombardie a roku 617 založené oratorium ve městě Como. Zhruba z téže doby pochází nejstarší vyobrazení Justiny, nástěnná malba ve výklenku podzemní části baziliky San Clemente v Římě.
Kult svaté Justiny se díky Zlaté legendě od Jacopa da Voragine rozšířil od konce 13. století v celé Evropě, ve středověku a v renesanci byla Justina nejpopulárnější. Patřila do družiny šesti svatých panen, uctívaných a vyobrazených kolem dítěte Ježíše.

### České země
Z Padovy do Čech její ostatky roku 1354 přivezl císař Karel IV., dal na ně zhotovit stříbrný relikviář, který daroval Svatovítskému pokladu. V kostele sv. Tomáše na Malé Straně byla již roku 1410 kaple zasvěcená sv. Christicole, Bargarii a Justině
Nejstarší vyobrazení sv. Justiny v Čechách najdeme již kolem roku 1300, výšivku na antependiu z Chebu, dále zejména v deskové malbě, např. na oltáři Mistra Třeboňského oltáře.

## Patrocinium
- Dóm v Piacenze, patronka města Piacenza
- Spolupatronka města Benátky
- Chrám Santa Giustina v Padově, spolupatronka diecéze Padova
- spolupatronka řádu benediktinů
- Patronka města Arzano v diecézi Neapol
- Patronka města Uherský Brod

## Ikonografie
Justina bývá vyobrazena v dívčím světském oděvu, s korunkou na hlavě a s palmou mučednice v ruce, někdy také s mečem nebo dýkou jako atributem svého umučení. U nohou mívá jednorožce jako symbol své mravní čistoty. V legendárních scénách se její ikonografie prolíná s Justinou Antiochejskou, bývá zobrazena se sv. Cyprianem, který zaříkává ďábla znamením kříže, nebo při společném stětí.